# Corbès
Corbès – miejscowość i gmina we Francji, w regionie Oksytania, w departamencie Gard.
Według danych na rok 1990 gminę zamieszkiwało 113 osób, a gęstość zaludnienia wynosiła 34 osoby/km² (wśród 1545 gmin Langwedocji-Roussillon Corbès plasuje się na 789. miejscu pod względem liczby ludności, natomiast pod względem powierzchni na miejscu 1078.).